# Ponto (região)
O Ponto (em latim: Pontus; em grego: Πόντος; romaniz.: Pontos; "mar") é uma designação histórica para a região na costa meridional do mar Negro, que atualmente se situa no nordeste da Turquia. O nome foi dado à região na Antiguidade pelos gregos que colonizaram a área, e deriva do nome grego para o mar Negro: Πόντος Εύξεινος, Ponto Euxino ("mar hospitaleiro"), ou simplesmente Pontos.
Não existindo nome específico para a região a oriente do rio Hális, era usada a designação de "país εν Πόντοι", transl: en Pontoi, no Ponto [Euxino], o que acabou por dar origem a "Ponto", um termo cujo registo mais antigo se encontra na Anábase de Xenofonte (século IV a.C.). A extensão da região variou ao longo da história, mas geralmente  ia desde as fronteiras da Cólquida (a Geórgia da atualidade) até ao interior da Paflagónia, com áreas variáveis entre esses dois extremos. Existiram diversos estados e províncias com o nome de Ponto ou suas variantes, fundadas nos períodos helenístico, romano e bizantino. O Ponto é também o local onde viviam as lendárias Amazonas da mitologia grega. O nome Amásia (Amaseia), supostamente derivado do nome de Amásis, uma rainha das amazonas, é não só o nome duma cidade que ainda existe atualmente, mas também uma designação grega para todo o Ponto.
Na atualidade, o Ponto corresponde grosso modo à região estatística e geográfica turca do Mar Negro (Karadeniz).

## História

### Habitantes mitológicos
Segundo a mitologia grega, o Ponto era o país das Amazonas, uma tribo de mulheres guerreiras, embora algumas também vivessem na Táurida (Crimeia), outra região importante onde viviam muitos gregos pônticos. Ponto tornou-se a área de residência das Amazonas, que ali fundaram um reino. O nome de Amásia tem origem numa mulher amazona lendária.

### Habitantes primitivos
Devido à sua posição geográfica estratégica, é provável que o Ponto tenha sido habitado por tribos conhecidas e desconhecidas de várias espécies e grupos étnicos ao longo da sua história. As línguas caucasianas cartulianas, como laz, provavelmente representam as línguas dos habitantes mais antigos que se conhecem na região. Segundo alguns estudiosos, uma das tribos pônticas primitivas foi a dos leucósiros. Outros nomes de povos antigos que habitaram a região incluem os mosquianos, mares, macronos, mossínecos, tibarenos, tzanos (em arménio: chaniuk), e os cálibes (em arménio: khaghtik; ou cáldios, ou caldos, sem relação com os caldeus do sul da Mesopotâmia). Tendo em conta que há fortes probabilidades que as línguas indo-europeias tiveram origem na península anatólica, tribos que falavam línguas indo-europeias como o arménio, hitita e outras línguas anatólicas podem ter habitado na região mais ou menos na mesma altura que tribos que falavam línguas caucasianas. Independentemente dessa possibilidade, os registos históricos deixam claro que navegadores gregos, que falavam uma língua indo-europeia diferente, começaram a colonizar a área numa época posterior, expulsando as tribos caucasianas nesse processo.

### Colonização grega

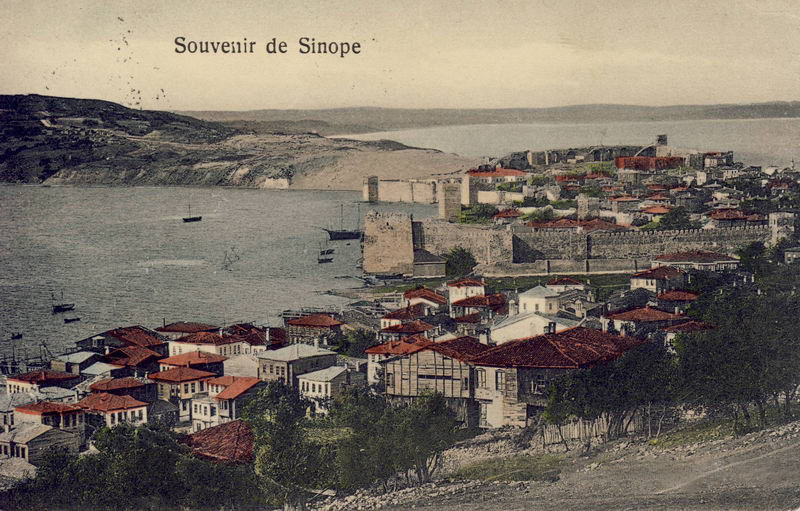
Postal antigo de Sinope, sucessora do que talvez tenha sido a primeira colónia grega no Ponto

As primeiras viagens de mercadores gregos e aventureiros à região pôntica ocorreram provavelmente c. 1 000 a.C., mas os primeiros assentamentos só se tornariam mais permanentes e cidades sólidas cerca dos séculos VIII e VII a.C., como demonstram os achados arqueológicos. Estes dados são coerentes com a data de fundação de 731 a.C. relatada por Eusébio de Cesareia para Sinope, talvez a mais antiga das colónia gregas do que depois se chamaria o Ponto. As narrativas épicas relacionadas com as viagens de Jasão e os Argonautas à Cólquida, as histórias de Héracles navegando no mar Negro e as andanças de Odisseu na terra dos Cimérios, bem como o mito de Zeus aprisionando Prometeu nas montanhas do Cáucaso como punição por ele querer ser mais que os deuses, podem ser entendidas como reflexos de contactos passados entre colonos gregos primitivos e povos locais, provavelmente caucasianos. A descrição mais antiga que se conhece do Ponto é, porém, a de Cílax de Carianda, que descreveu os povoados gregos da região no século VII a.C.

### Expansão do Império Persa
Cerca do século VI ou V a.C., o Ponto tinha-se oficialmente tornado uma parte do Império Aqueménida, o que provavelmente significava que as colónias gregas locais pagavam tributo aos persas. Quando o comandante ateniense Xenofonte passou pelo Ponto cerca de um século depois, em 401 ou 400 a.C., não encontrou lá quaisquer persas. A região saiu do domínio persa quando o Reino da Capadócia se separou do Império Aqueménida, tomando-se o Ponto uma das suas províncias. Subsequentemente, o Ponto separou-se do Reino da Capadócia com Mitrídates I Ctistes ("Ctistes", Κτίστης, significa "o fundador" ou "o construtor" em grego) em 302 a.C. e tornou-se independente. Como a maior parte do reino que Mitrídates acabaria por estabelecer fazia parte da imensa região da Capadócia, que primitivamente se estendia desdes as fronteiras da Cilícia, a sul, até ao Euxino (mar Negro), o Reino do Ponto como um todo começou por se chamar "Capadócia em direção ao Ponto", mas depois simplesmente "Ponto", passando a chamar-se Capadócia apenas à metade sul da região que antes tinha esse nome.

### Reino do Ponto

Mapa político do Levante em, com o Reino do Ponto de Mitrídates VI, o Grande a amarelo esverdeado

O Reino do Ponto estendeu-se geralmente a leste do rio Hális. A dinastia persa que fundaria o reino tinha governado a cidade grega de Cio, na Mísia. O primeiro membro conhecido dessa dinastia foi Ariobarzanes I de Cio (ou da Frígia) e o último governante que teve a sua capital em Cio foi Mitrídates II de Cio. O filho deste, tornar-se-ia Mitrídates I Ctistes do Ponto.
Durante o período atribulado que se seguiu à morte de Alexandre, o Grande, Mitrídates Ctistes esteve durante algum tempo ao serviço de Antígono Monoftalmo, um dos diádocos (sucessores de Alexandre) e logrou aproveitar-se das conturbações políticas desses tempos incertos para fundar o Reino do Ponto, que seria governado pelos seus descendentes, quase todos ostentando o mesmo nome, até 64 a.C. A dinastia persa dos Mitrídates conseguiu assim sobreviver e prosperar no mundo helenístico quando o Império Persa já tinha caído.
O reino atingiu o seu zénite durante o reinado de Mitrídates VI (Mitrídates Eupátor ou Mitrídates, o Grande) (r. 120–65 a.C.), que durante muitos anos esteve em guerra com os romanos. Durante o seu governo, o reino incluía não só a Capadócia Pôntica, mas também as regiões costeiras desde a Bitínia, a ocidente, até à Cólquida, parte do interior da Paflagónia e a Arménia Inferior. Não obstante governar a Arménia Inferior (ou Pequena Arménia), Mitrídates VI era aliado do rei arménio da Grande Arménia Tigranes, o Grande, com quem casou a sua filha Cleópatra. Contudo, os romanos acabariam por derrotar Mitrídates e o seu genro Tigranes durante a Terceira Guerra Mitridática, o que levou a que o Ponto ficasse sob o domínio romano.

### Província romana

#### Primeiros anos
A conquista do Reino do Ponto por Pompeu em 64 a.C. trouxe poucas mudanças à vida da região, quer às oligarquias que controlavam as cidades, quer às pessoas comuns das cidades ou dos campos. No entanto, o significado do nome Ponto mudou, pois a maior parte do reino extinto foi integrado na província romana província da Galácia. A parte restante, a chamada Ora Pontica, constituída pelas áreas costeiras entre Heracleia Pôntica (atual Karadeniz Ereğli) e Amiso (atual Samsun), passou a fazer parte da província dupla da Bitínia e Ponto. A partir de então, o nome Ponto ou Pontus, sem outra qualificação, passou a ser usado regularmente para designar metade dessa província, sobretudo pelos romanos e pelas pessoas falando do ponto de vista dos romanos. É quase sempre nessa aceção que o Ponto é mencionado no Novo Testamento. A metade oriental do antigo reino passou a ser administrada como o reino satélite do Império Romano juntamente com a Cólquida. O último monarca deste reino foi Polemão II (m. 74 d.C.)

#### Reforma de Nero
Em 62 d.C., a região foi transformada por Nero numa província romana, que foi dividida em três distritos:
- Ponto Gálata ou Ponto Galático (Pontus Galaticus) a ocidente, fazendo fronteira com a Galácia;
- Ponto Polemoníaco (Pontus Polemoniacus) no centro, assim chamada devido à sua capital ser Polemônio (atual Fatsa, na província de Ordu);
- Ponto Capadócio (Pontus Cappadocicus), a oriente, com fronteiras com a Arménia Menor.

O imperador Trajano integrou este último à província da Arménia no início do século II d.C. por um breve período (114-118).

#### Reforma de Diocleciano
Após um raide dos godos a Trebizonda, o imperador Diocleciano (r. 285–305) decidiu dividir a área em províncias mais pequenas com governos mais localizados. Para isto, ele promoveu uma reorganização do sistema provincial em c. 295 e os três distritos pônticos passaram a ser pequenas províncias integradas na Diocese do Ponto (Dioecesis Pontica):
- Helenoponto. Chamado inicialmente de Galatia Pontus ("Ponto da Galácia") e também de Diosponto (Diospontus), foi rebatizada "Helenoponto" (Helenopontus) por Constantino , o Grande (r. 306–337) em honra da sua mãe. A capital era Amiso e incluía também as cidades de Sinope, Amaseia, Andres, Ibora e Zela (Zile).

- Ponto Polemoníaco (Pontus Polemoniacus), com capital em Polemônio (também chamada Side),[b] e incluindo as cidades de Neocesareia, Argirópolis, Comana Pôntica e Céraso.

- Ponto Capadócio (Cappadocia Pontus - "Ponto da Capadócia"), com capital em Trapezo e incluindo os pequenos portos de Atenas (Pazar) e Rizeu; estendia-se até à Cólquida.

### Província bizantina e tema

Mapa da Ásia Menor em 842

O imperador bizantino Justiniano I voltou a reorganizar a região em 536:
- Ponto Polemoníaco foi dissolvida, com a parte ocidental (Polemônio e Neocesareia) passando a fazer parte de Helenoponto, Comana passando a fazer parte da nova província da Arménia II e o resto (Trapezo e Céraso) juntou-se à nova província da Arménia I Magna, cuja capital era Justinianopólis.[5]
- Zela deixou de fazer parte de Helenoponto e foi integrada na Arménia II e o seu governador provincial foi relegado para o posto de moderador.
- A província Honória passou a integrar a Paflagónia, que passou a ser governada por um pretor.

Nos primeiros tempos do Império Bizantino, Trebizonda tornou-se um centro de cultura e ciência. No século VII, um indivíduo de nome Tichico foi de Constantinopla para lá estabelecer uma escola. Um dos seus alunos foi o académico arménio Ananias de Siracena.
Quando foram criados os temas, no século VII, o Ponto passou a fazer parte do Tema Armeníaco. No século seguinte, a parte ocidental (Paflagónia) passou a integrar o Tema Bucelário. Estes dois grandes temas foram depois gradualmente divididos noutros mais pequenos, pelo que no final do século X o Ponto estava dividido nos temas da Coloneia e da Cáldia, este último governado pela família Gabras (ou Gabrades). Depois do século VIII, a área viveu um período de prosperidade, que só terminou com a conquista seljúcida da Ásia Menor nas décadas de 1070 e 1080. Tendo voltado ao domínio bizantino durante o reinado de Aleixo I Comneno, o Ponto foi governado por governantes que na prática eram semi-autónomos, como os Gabras de Trebizonda.

### Império de Trebizonda

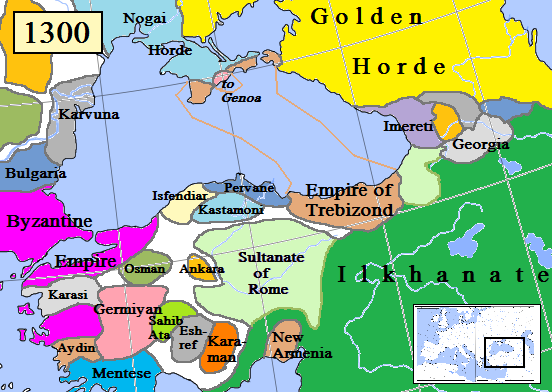
Mapa político da Ásia Menor, com o Império de Trebizonda a castanho

Após a conquista de Constantinopla pela Quarta Cruzada em 1204, o Ponto manteve-se independente como Império de Trebizonda sob os Comnenos. Graças à situação geográfica remota e a uma diplomacia hábil, esse império logrou sobreviver até ser conquistado pelos otomanos em 1461, nove anos depois da queda de Constantinopla. A habilidade diplomática passou por ter-se tornado um estado vassalo em várias ocasiões, tanto da Geórgia como de vários líderes túrquicos do interior. O Império de Trebizonda foi um centro de cultura sob o reinado da dinastia Comnena.

### Vilaiete otomano

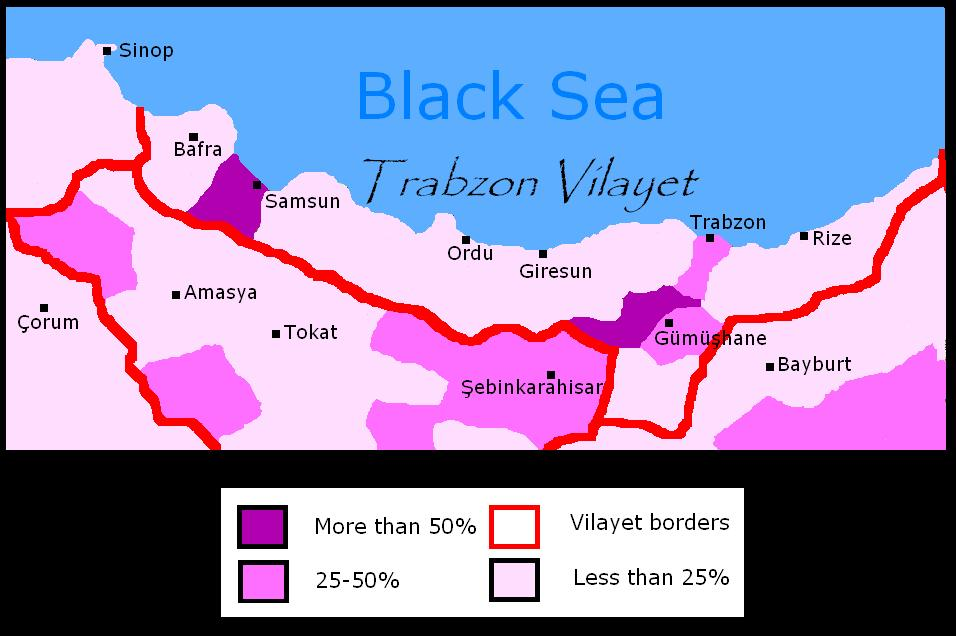
Mapa das populações cristãs no vilaiete de Trebizonda e suas vizinhanças em 1896

Com o domínio otomano que foi iniciado com a queda do Império de Trebizonda, parte dos gregos pônticos da região converteram-se ao islamismo através do sistema do devşirme, duma forma mais ou menos forçada, principalmente a partir do século XVII. Mas ao mesmo tempo, também houve alguns gregos que habitavam em vales que se converteram de livre vontade, nomeadamente os do vale de Of, e grande parte dos gregos pônticos cristãos manteve-se na região e em áreas vizinhas, que iam até ao Cáucaso russo, até à década de 1920, quando constituíam cerca de 25% da população. Em partes da Geórgia e da Arménia viveram gregos pônticos até à década de 1990, preservando os seus costumes e dialeto do grego. Um dos grupos de gregos islamizados eram os chamados kromli, dos quais se suspeitava terem permanecido cristãos secretamente; viviam nas aldeias de Krom, Imera, Livadia, Prdi, Alitino, Mokhora e Ligosti, entre outras e o seu número ascendia a 12 a 15 mil.
Durante os últimos anos do Império Otomano foi proposta a criação da "República do Ponto" e da "Federação Pôntico-Arménia", que não se chegaram a concretizar-se. Segundo algumas fontes, a intenção da criação desse ou desses estados independentes esteve na origem do que ficou conhecido por genocídio grego, que alegadamente teria ocorrido ao mesmo tempo do genocídio arménio, durante a Primeira Guerra Mundial (meados da década de 1910) e no qual teria sido mortas entre 300 e 400 mil pessoas, na sua maioria naturais do Ponto. A existência de tal massacre, da sua classificação como genocídio e do número de vítimas são temas controversos.
| Etnias no Vilaiete de Trebizonda              | Etnias no Vilaiete de Trebizonda | Etnias no Vilaiete de Trebizonda | Etnias no Vilaiete de Trebizonda | Etnias no Vilaiete de Trebizonda |
| Fonte                                         | Turcos                           | Gregos                           | Arménios                         | Total                            |
| --------------------------------------------- | -------------------------------- | -------------------------------- | -------------------------------- | -------------------------------- |
| Estatísticas oficiais otomanas em 1910        | 1 047 889 72,6%                  | 351 104 24,3%                    | 45 094 3,1%                      | 1 444 087                        |
| Estatísticas do Patriarcado Ecuménico em 1912 | 957 866 70,3%                    | 353 533 26,0%                    | 50 624 3,7%                      | 1 362 026                        |

## Religião
O Ponto é mencionado três vezes no Novo Testamento e os seus habitantes encontram-se entre os primeiros convertidos ao cristianismo. Atos 2:9 mencionam a presença de pônticos durante o dia de Pentecostes. Atos 18:2 mencionam um casal de judeus do Ponto que se tinha convertido ao cristianismo. E em I Pedro 1:1, o apóstolo Pedro dirige-se aos pônticos numa carta como "os eleitos" e os "escolhidos". Trebizonda teve o seu próprio antes do Primeiro Concílio de Niceia (325). Subsequentemente, o bispo de Trebizonda passou a estar subordinado ao metropolita de Poti. Posteriormente, no século IX, Trebizonda passou a ser a sede do metropolita de Lázica.